# Les Trinitaires
Pour les articles homonymes, voir Trinitaires (homonymie).
Les Trinitaires est l'ensemble musical et culturel occupant un ancien couvent carmélite situé sur la colline Sainte-Croix à Metz. Différentes salles du couvent et d'autres édifices antérieurs sont aujourd'hui consacrés à la culture alternative. Le nom du complexe provient de l'Ordre des Trinitaires dont le couvent était en réalité situé 50 mètres plus loin autour de l'Église des Trinitaires.

## Contexte historique
Le cloître des Trinitaires est un monastère carmélite installé sur la colline Sainte-Croix au XIXe siècle, il fait suite à une résidence Jésuite du début du même siècle. Les vestiges médiévaux de l'impasse des Trinitaires sont ceux d'un ancien hôtel patricien construit sous la République messine.

## Construction et aménagements
Le cloître actuel ainsi que la chapelle dites des Jésuites (ainsi que des Trinitaires par abus de langage), sont datés de la fin du XIXe siècle (aux environs de 1894), époque où le site de l'ancienne résidence Jésuite et de sa chapelle du milieu du siècle sont rachetés par les Carmélites. Le nom de Trinitaires est dû à la proximité de l'église des Trinitaires et de son cloître, occupés à partir du XVIe siècle et reconstruit au XVIIIe siècle. Le couvent carmélite occupe également une ancienne demeure patricienne construite à partir de 1248, nommée Hôtel Chaverson, dont le caveau a été conservé et transformé en petite salle de concerts. Certains fragments extérieurs (notamment des tympans de fenêtres) ont vraisemblablement été conservés.

## Affectations successives
Le site des Trinitaires, lieu historique de la ville de Metz, est dévolu aux musiques jazz, rock, de variété, traditionnelles, et classique, depuis 1965. C’est en 1965 que cet ancien couvent fondé par l’ordre des Trinitaires, sur le site de l’ancien palais des rois d’Austrasie concomitant avec les musées de Metz, est investi de cet usage culturel. Il est réaménagé et agrandi à la salle Robert-Ochs, ou Chapelle en 2005 avant d'être géré sous le statut d’établissement public de coopération culturelle depuis 2009 en association avec l'Arsenal. En 2014, l'ouverture de la Boîte à Musiques à Borny a pour but de compléter l'offre de l'établissement Metz en scènes.

### Les trois salles
L'ensemble des Trinitaires est composé de trois salles de concert, si l'on exclut le cloître parfois utilisé comme tel.
- La Chapelle, anciennement salle Robert-Ochs : ancienne abbatiale du couvent, construite au XIXe siècle, réaménagée en 2005 et intégré à l'espace des Trinitaires. Elle peut accueillir 350 personnes[4].
- Le Caveau : d'origine médiévale et romaine, il a une capacité de 180 places, ce depuis les années 1970[5].
- Le Théâtre Pierre-Frédéric Klos, du nom de celui qui a permis l’émergence des Trinitaires comme complexe musical dans les années 1970 : cette petite salle de théâtre permet l'entrée d'un peu plus de 96 spectateurs[6].

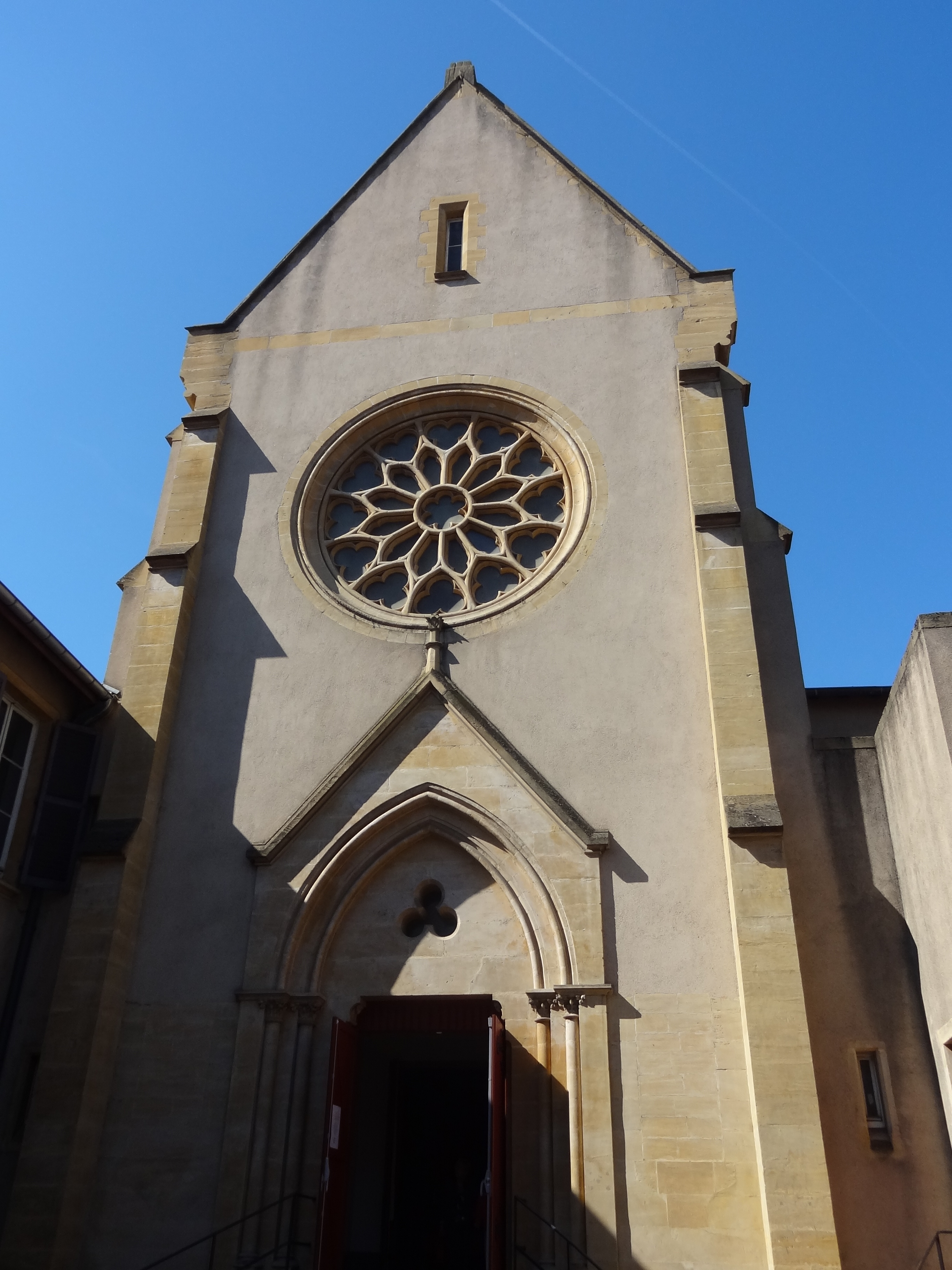
Chapelle des Trinitaires.
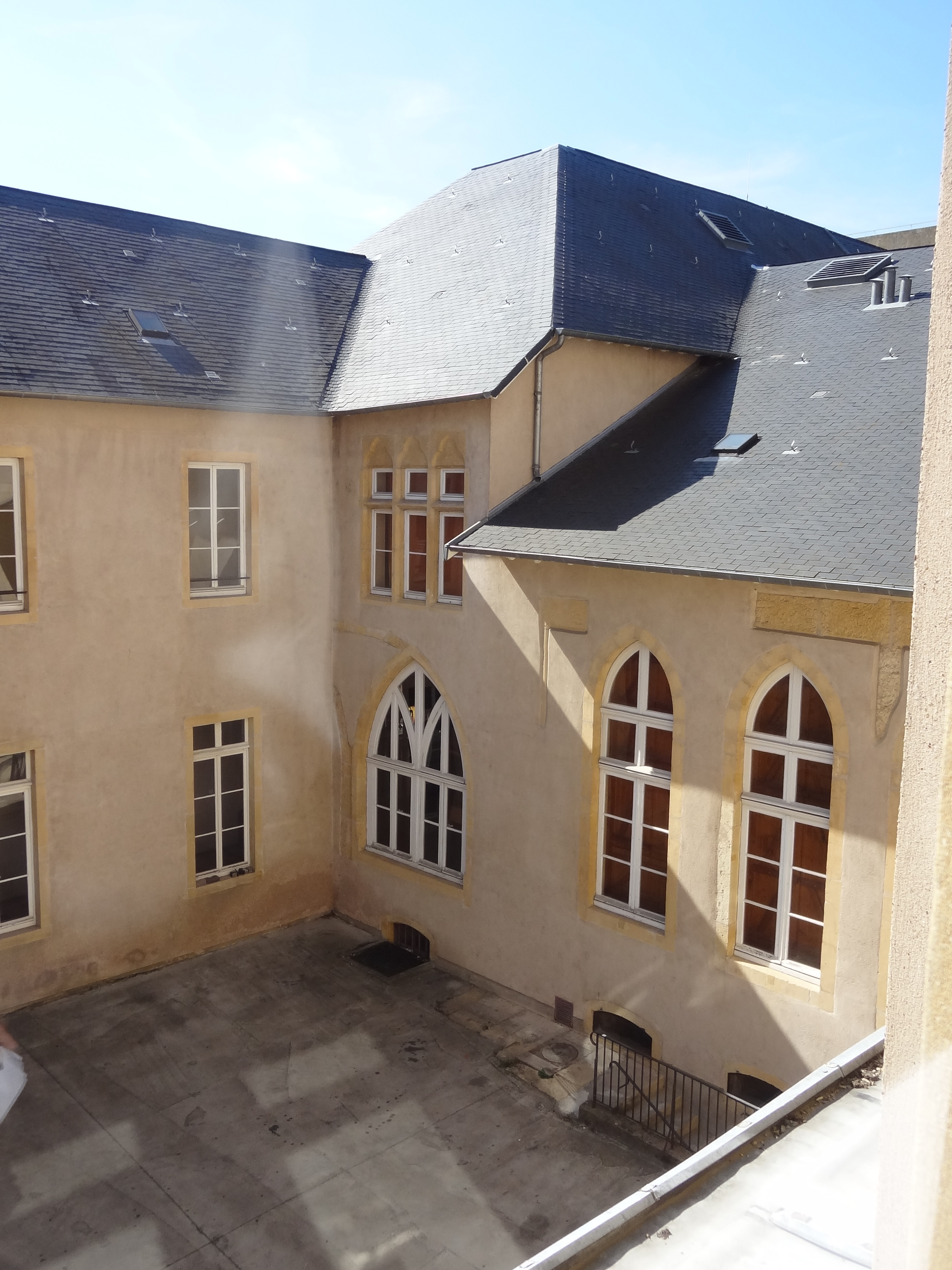
Les Trinitaires, vue d'une cour depuis la chapelle.